# Stefano Della Santa
Stefano Della Santa (* 22. Mai 1967 in Lucca) ist ein ehemaliger italienischer Profi-Radrennfahrer und Sportlicher Leiter.

## Karriere
Della Santa begann seine Profikarriere im Jahr 1989 beim Team Pepsi Cola-Alba Cucine. Im ersten Jahr wurde er Dritter bei Nizza-Alassio. Im zweiten Jahr nahm er am Giro d’Italia beendete diesen vorzeitig nach der 9. Etappe. Im gleichen Jahr wurde er 23. bei der Lombardei-Rundfahrt. 1991 belegte er beim Giro d’Italia teil und beendete die Rundfahrt auf dem 22. Gesamtrang und als Fünfter in der Nachwuchswertung. Außerdem wurde er dreimal Vierter beim Giro dell’Emilia, Gran Premio Città di Camaiore und beim Giro dell’Appennino sowie Siebter bei Mailand-Turin. 1992 belegte Della Santa bei der Coppa Agostoni Platz 6 und beim Gran Premio Industria e Commercio di Prato Platz 7. Bei der Tour de Suisse belegte der den 31. Gesamtplatz. 1993 wechselte Della Santa zum Team Eldor-Viner. Hier gelang ihm der erste Profisieg beim Giro di Campania. Außerdem belegte er in diesem Jahr zweite Plätze bei der Valencia-Rundfahrt und der Galicien-Rundfahrt sowie dritte Plätze bei Tirreno-Adriatico und der Euskal Bizikleta. Beim Giro d’Italia verpasste er auf der fünften Etappe knapp den Sieg gegen Dimitri Konyshev. Beim Sieg von Maurizio Fondriest bei der Meisterschaft von Zürich wurde er Sechster. 1994 war vermutlich seine erfolgreichste Saison, wobei er neben seinen Sieg auch sehr viele gute Platzierungen vorweisen konnte. So wurde er jeweils Dritter beim Giro dell’Appennino, der Galicien-Rundfahrt und bei der Clásica San Sebastián und jeweils Fünfter bei der La Flèche Wallonne und Lüttich–Bastogne–Lüttich. 1995 wiederholte er seinen Gesamtsieg bei der Andalusien-Rundfahrt und wurde jeweils Zweiter bei der Clásica San Sebastián, der Burgos-Rundfahrt, der Coppa Agostoni, beim Hofbräu Cup und bei Prueba Villafranca de Ordizia. Zudem beendete er die Vuelta a España auf den zehnten Gesamtrang. 1996 konnte Della Santa nur wenige Ergebnisse vorweisen, unter anderem den fünften Platz bei der Setmana Catalana de Ciclisme und zweite Plätze bei der Baskenland-Rundfahrt und der Portugal-Rundfahrt. 1997 wechselte er zum Team Mercatone Uno. Nach nur einem Jahr wechselte er zum Team Ros Mary-Amica Chips ohne nennenswerte Ergebnisse. 2000 wechselte er zum Team Alexia Alluminio und konnte hier seinen letzten Profisieg auf der dritten Etappe der Tour de Beauce erzielen. Nach der Saison trat er vom aktiven Profisport zurück.
Zwischen 2002 und 2007 war Della Santa Sportlicher Leiter bei mehreren Frauenteams. Nach der Saison 2007 beendete er seine Managerkarriere.

## Erfolge
1993
- Giro di Campania

1994
- Gesamtwertung und zwei Etappen Andalusien-Rundfahrt
- Gesamtwertung und eine Etappe Setmana Catalana de Ciclisme
- Euskal Bizikleta

1995
- Andalusien-Rundfahrt

2000
- eine Etappe Tour de Beauce

## Grand-Tour-Platzierungen
| Grand Tour            | 1990 | 1991 | 1992 | 1993 | 1994 | 1995 | 1996 | 1997 | 1998 | 1999 | 2000 |
| --------------------- | ---- | ---- | ---- | ---- | ---- | ---- | ---- | ---- | ---- | ---- | ---- |
| Giro d’ItaliaGiro     | DNF  | 22   | DNF  | 21   | DNF  | –    | –    | –    | –    | –    | –    |
| Tour de FranceTour    | –    | –    | –    | –    | –    | –    | –    | 50   | –    | –    | –    |
| Vuelta a EspañaVuelta | –    | –    | –    | –    | –    | 10   | –    | –    | –    | –    | –    |

## Monumente-des-Radsports-Platzierungen
| Monument                 | 1990 | 1991 | 1992 | 1993 | 1994 | 1995 | 1996 | 1997 | 1998 | 1999 | 2000 |
| ------------------------ | ---- | ---- | ---- | ---- | ---- | ---- | ---- | ---- | ---- | ---- | ---- |
| Mailand–Sanremo          | –    | 110  | –    | 27   | 26   | –    | –    | 21   | –    | –    | –    |
| Lüttich–Bastogne–Lüttich | –    | –    | –    | –    | 5    | –    | –    | 12   | –    | –    | –    |
| Lombardei-Rundfahrt      | 23   | 44   | –    | –    | 47   | 13   | –    | –    | –    | –    | DNF  |